# Моррісон (Оклахома)
Моррісон (англ. Morrison) — місто (англ. town) в США, в окрузі Нобл штату Оклахома. Населення — 723 особи (2020).

## Географія
Моррісон розташований за координатами 36°17′28″ пн. ш. 97°2′6″ зх. д. / 36.29111° пн. ш. 97.03500° зх. д. (36.291048, -97.034874).  За даними Бюро перепису населення США в 2010 році місто мало площу 3,80 км², уся площа — суходіл.

## Демографія
Згідно з переписом 2010 року, у місті мешкали 733 особи в 265 домогосподарствах у складі 194 родин. Густота населення становила 193 особи/км².  Було 302 помешкання (79/км²).
Расовий склад населення:
| - 85,4 % — білих - 8,7 % — корінних американців - 0,5 % — чорних або афроамериканців |

До двох чи більше рас належало 4,9 %. Частка іспаномовних становила 2,2 % від усіх жителів.
За віковим діапазоном населення розподілялося таким чином: 32,9 % — особи молодші 18 років, 56,5 % — особи у віці 18—64 років, 10,6 % — особи у віці 65 років та старші. Медіана віку мешканця становила 32,0 року. На 100 осіб жіночої статі у місті припадало 91,9 чоловіків;  на 100 жінок у віці від 18 років та старших — 87,8 чоловіків також старших 18 років.
Середній дохід на одне домашнє господарство  становив 60 128 доларів США (медіана — 50 313), а середній дохід на одну сім'ю — 67 341 долар (медіана — 53 125). За межею бідності перебувало 13,6 % осіб, у тому числі 13,4 % дітей у віці до 18 років та 21,4 % осіб у віці 65 років та старших.
Цивільне працевлаштоване населення становило 347 осіб. Основні галузі зайнятості: освіта, охорона здоров'я та соціальна допомога — 29,7 %, виробництво — 22,5 %, сільське господарство, лісництво, риболовля — 8,1 %, науковці, спеціалісти, менеджери — 7,2 %.